# József Nagysándor
József Nagysándor (rodným jménem: János József Sándor; 17. října 1803 Oradea, Rumunsko – 6. října 1849 Arad, Rumunsko) byl generál v maďarské revoluční armádě. Byl popraven za svou roli v maďarské revoluci 1848 a je považován za jednoho z Aradských mučedníků.

## Rodina
Podle matriky římskokatolického kostela v Nagyvárad-olaszi se narodil jako János József Sándor Jószefu Sándorovi a Jozefe Tatzel.
Okolo let 1809–1816 se přejmenoval z neznámých důvodů na Nagy-Sándor, z čehož vzniklo pozdější Nagysándor.

## Život
Vystudoval Royal Catholic Academic Main Grammar School. V roce 1823 vstoupil do císařské armády, ale v roce 1844 z ní odešel. V roce 1848 se zapojil do revoluce a měsíc bránil posádkám Aradu a Temešváru v navázání kontaktu s císařskou armádou. Spolu s Ernő Kissem zúčastnil ofenzivy Pančeva. 5. března 1849, po bitvě u Szolnoku, pronásledoval zbytky nepřátelských vojsk. Bylo mu uděleno vyznamenání II stupně za zásluhy.
V dubnu byl povýšen na generála, ale vysoká hodnost byla nad jeho síly a několikrát prohrál. Následně se připojil ke Görgeymu a složil zbraně u Vilagóše.

## Politické názory
Byl jedním z generálů, kteří nepodporovali Görgeyho.
Ve vojenské radě prohlásil:
| „ | Pokud by někdo chtěl být diktátorem, stal bych se jeho Brutem. | “ |